# اندیس سیلیس طالب آباد
سیلیس طالب آباد یک اندیس غیرفلزی است که در حوالی شهر سمنان استان سمنان قرار دارد و مادهٔ معدنی موجود در آن، سیلیس است.  